# Scaptesyle aurigena
Scaptesyle aurigena là một loài bướm đêm thuộc phân họ Arctiinae, họ Erebidae.